# Evgueni Sokolov
Cet article concerne un coureur cycliste russe. Pour le roman de Serge Gainsbourg, voir Evguénie Sokolov. Pour les autres significations, voir Sokolov.
Evgueni Sokolov, né le 11 juin 1984 à Moscou, est un coureur cycliste russe.

## Biographie
Il devient professionnel en 2008 au sein de la formation Bouygues Telecom dirigée par Jean-René Bernaudeau.

## Palmarès et résultats

### Palmarès par année
- 2003
  - Friendship People North-Caucasus Stage Race
- 2004
  - Friendship People North-Caucasus Stage Race
  - 2e de la Vienne Classic espoirs
- 2005
  - 3e des Cinq anneaux de Moscou
  - 3e du Tour de Gironde
- 2006
  -  Champion de Russie sur route espoirs
  - 4e étape du Circuit de Saône-et-Loire
  - 1re étape du Tour de la Bidassoa
  - 3e de la Tropicale Amissa Bongo
  - 3e du Circuit de Saône-et-Loire
  - 3e du Tour de la Bidassoa
- 2007
  - Bordeaux-Saintes :
    - Classement général
    - 1re étape (contre-la-montre)

  - Boucles du Sud Ardèche
  - Chrono de Sainte-Menehould
  - Circuit des Deux Provinces
  - 2e du Grand Prix Gilbert-Bousquet
  - 3e du Grand Prix de la ville de Buxerolles
  - 3e du Tour de Corrèze
- 2009
  - 2e étape de la Tropicale Amissa Bongo
- 2011
  - 3e du championnat de Russie du contre-la-montre

### Résultats sur les grands tours

#### Tour d'Italie
1 participation 
- 2009 : 169e

### Classements mondiaux
| Année           | 2005 | 2006 | 2007 |
| --------------- | ---- | ---- | ---- |
| UCI Europe Tour | 305e | 297e | 698e |